# IT-1
IT-1（ロシア語: ИТ-1 イーテー・アヂーン）は、ソビエト連邦軍の対戦車ミサイルを主武装とする駆逐戦車である。
ロシア語では誘導式のミサイルでも「ロケット」と呼ぶため、「ロケット戦車 (ラケータヌイ タンク)」とも呼ばれる。

## 概要
1960年代、誘導式のロケット兵器（ミサイル）の発達に従い、西側諸国では対戦車ミサイルを搭載した戦車駆逐車や、戦車の主砲からミサイルを発射できるガンランチャーシステムが開発されたが、ソビエト連邦でも同様の兵器の開発が行われていた。
ガンランチャーシステムを用いた主砲を装備する砲塔を持つ車両が開発される一方、T-54/55などの戦車を用いた実験では、砲塔後部にラックを設けてロケット（ミサイル）ランチャーを外部装備する試験が行われていたが、より本格的なロケット搭載戦車であるIT-1は、専用に開発された3M7ドラコーン対戦車ロケットを主兵装とし、専用の砲塔に隠匿式に搭載した本格的な駆逐戦車である。

## 開発・配備
IT-1を誕生させた「既存の主力戦車の発展型として、誘導装置付きロケットの発射装置を搭載した本格的な戦闘車両を開発する」計画は1957年より始まっており、当初は第183工場によりT-54/55戦車の車体を用いたものとして進められたが、同年にはT-55の発展型である後継車輌の試作車（オブイェークト165）が完成し、実用化の目処が立ったため、翌1958年にはオブイェークト165（後のT-62）と同様の車体を用いるものとして修正された。
Объект 150（オブイェークト150）の名称が与えられた車両の開発は順調に進み、1964年4月には2種類の試作車が完成して各種テストが開始された。1964年の末までに94回の3M7の試射が行われている。テストの経過は軍を大いに満足させるもので、1965年、ИТ-1（IT-1）の制式名称が与えられて生産が開始された。
実戦部隊としては「ロケット戦車大隊」としてベラルーシ（白ロシア）に二個大隊が編成されたが、部隊配備されて実際に運用が開始されると、3M7ドラコーンは大きく重すぎる点で不評であり、小型、軽量で手軽な9M14マリュートカ（AT-3サガー）が大量に配備されたこともあって戦車を流用した専用の車両を装備することの存在意義が失われ、生産数は1968年から1970年までの間に約60輌に留まり、それ以上の生産は行われなかった。エンジンをGTD-1000ガスタービンエンジン（出力 1,100馬力）に換装したIT-1Tも開発されたが、試作のみに終わっている。配備された車両も生産完了後程なく部隊から引き揚げられ、編成された二個のロケット戦車大隊も解散した。
引き揚げられたIT-1は武装を撤去され多くが装甲回収車IT-1-T（IT-T）に改造されたが、これは回収車両としては能力不足で、砲塔も完全に撤去した仕様のBTS-4V回収車に再改修され、T-62を装備する戦車部隊などで使用された。
装甲回収車に改造されなかった1輌のIT-1が、クビンカ戦車博物館に現存している。

## 特徴
IT-1の最大の特徴は、密閉式の旋回砲塔に収納式のミサイルランチャーを搭載した点である。そのため、外見は原型となったT-62から主砲だけを撤去したような特異なものとなり、ミサイルを射撃姿勢に展開しなければ何の為の車両なのか判別し辛い、独特のスタイルとなった。
砲塔は通常の戦車と同じく電動、または手動での旋回が可能である。搭載する対戦車ロケット（ミサイル）は自動装填式で、砲塔内で装填後に砲塔上のハッチから発射アームがせり出して跳ね上がるように展開し、射撃体勢に入る。ミサイルの予備弾は15発が搭載されている。照準装置には安定装置が装備され、赤外線暗視装置により夜間戦闘も可能であった。
3M7ドラコーン 対戦車ミサイルは無線を用いたSACLOS（半自動指令照準線一致式）方式の誘導装置によって目標に飛翔する。最大射程は3,300メートルで、記録映像では第二次世界大戦中に捕獲したドイツ軍のIII号戦車を標的に射撃実験を行い、撃破する様子が観られる。試験では実に96.7 %という高い命中率を記録したという。
主兵装であるミサイル発射装置の他に、砲塔前面左側にはPKT 7.62 mm 機関銃が副武装として装備され、弾薬2,000発を搭載した。
IT-1は当時の主力戦車であったT-62から車体を流用しているため、同時期の西側ミサイル搭載型戦車駆逐車やソ連の装輪式ミサイル搭載装甲車などに比べて非常に装甲が厚く、平たい形状の砲塔は避弾経始も良好で防御力が高かった。T-62と同様シュノーケル装置を用いた潜水渡渉能力も有している。

## ギャラリー

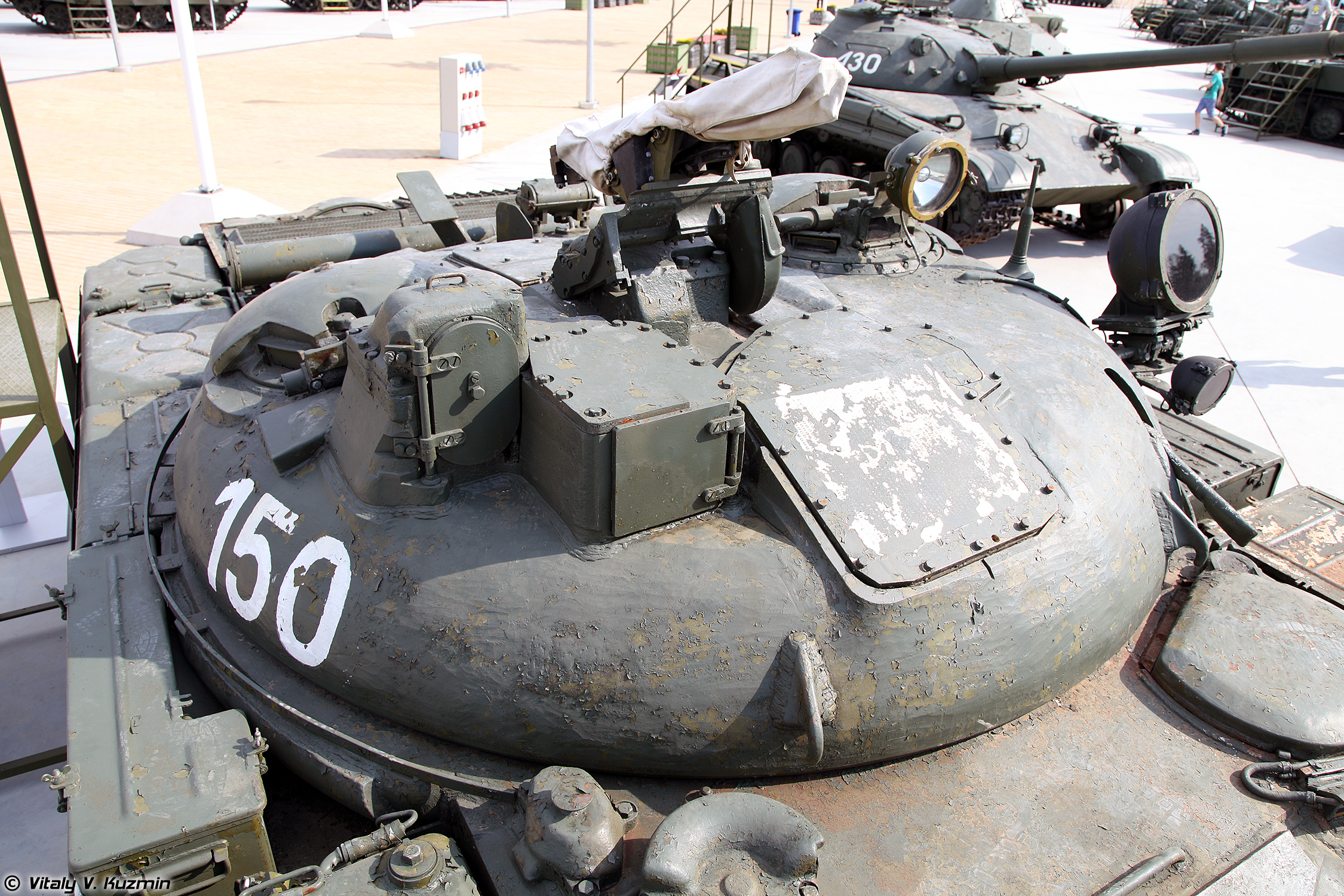
砲塔上面　前方より
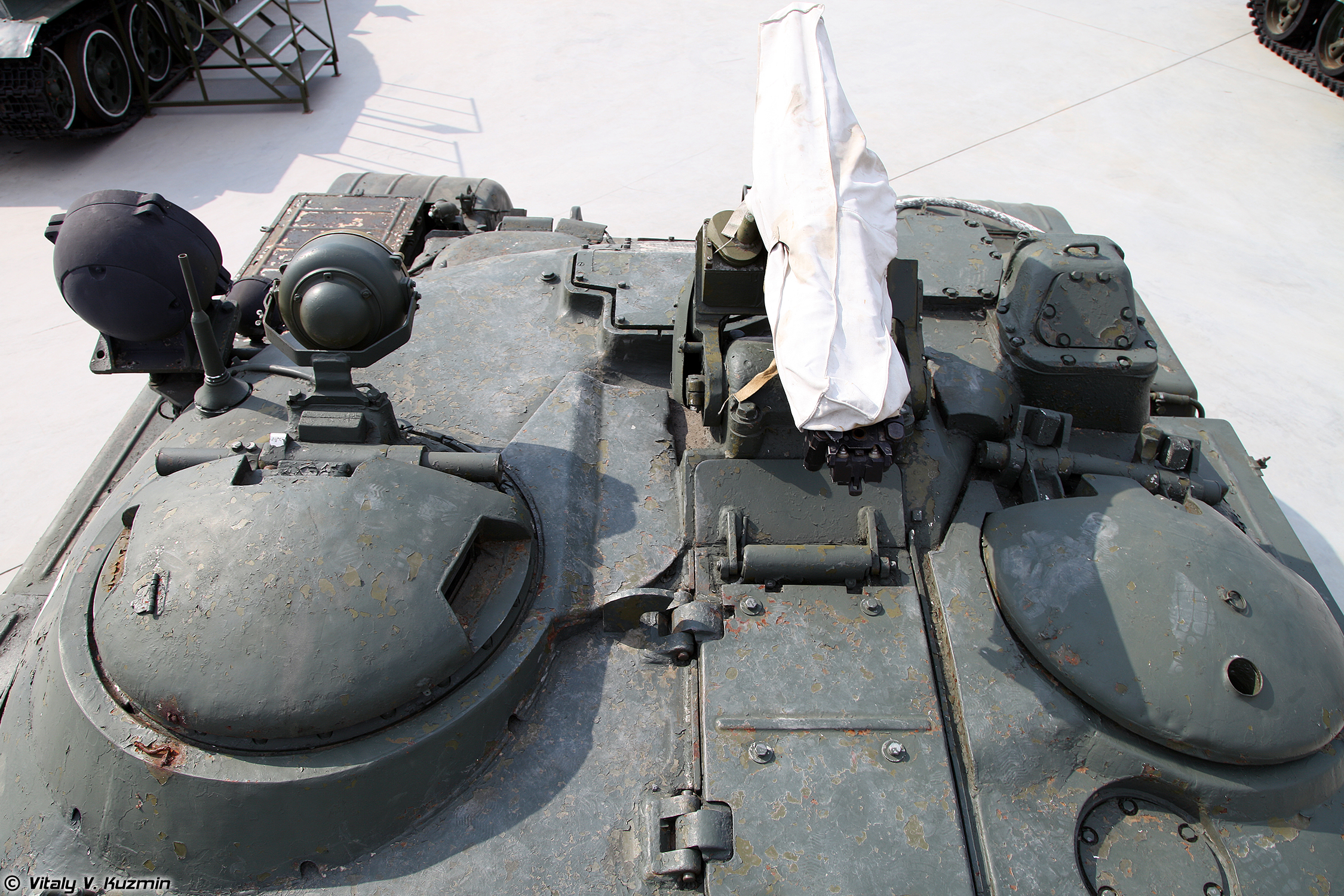
砲塔上面　後方より
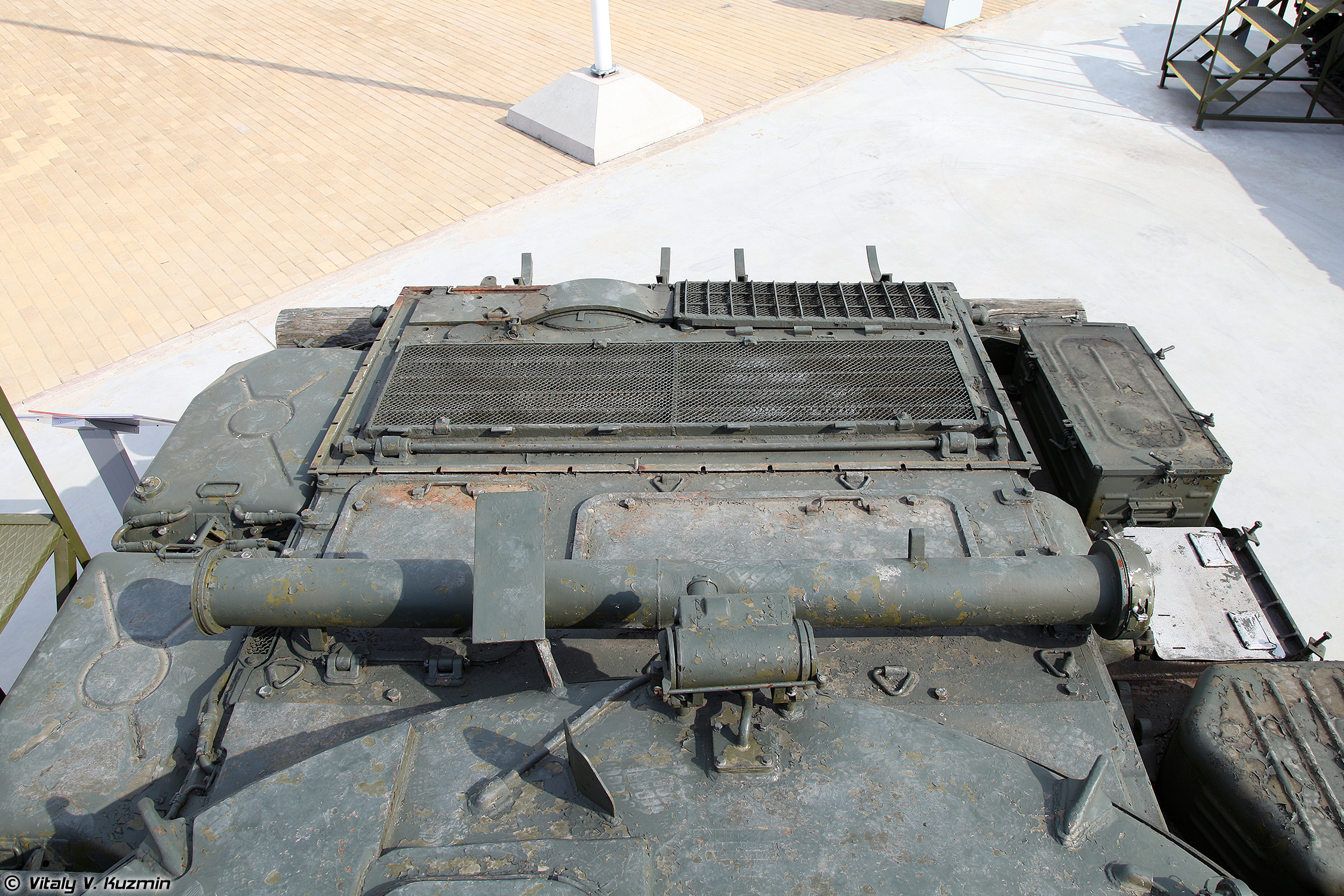
機関室後面 中央に見える筒は収納状態のシュノーケル装置
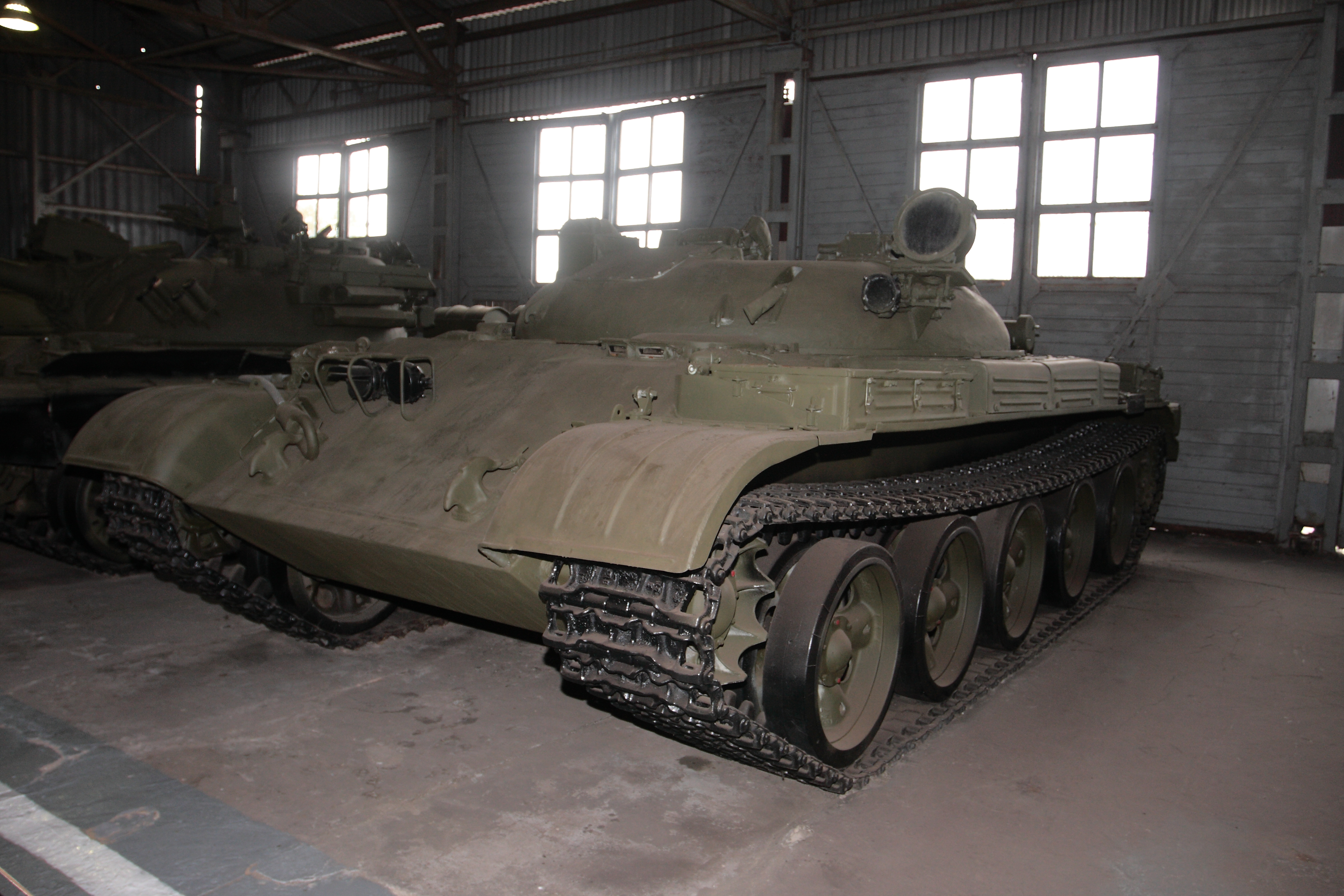
クビンカ戦車博物館に保存・展示されているIT-1

## その後
ソビエト軍ではIT-1の他に9M15 Taifun（タイフーン）対戦車ミサイルを装備した「Объект 287（オブイェークト287）」、ガンランチャー式の主砲を装備する「Объект 757（オブイェークト757）」、「Объект 775（オブイェークト775）」といった各種の“ロケット戦車”を開発・試作したが、いずれも試作の段階に留まっており、量産され実戦部隊に配備された車両はIT-1のみである。
これは、歩兵が携行する、もしくは軽車両に搭載して運用できる軽便な対戦車ミサイルが発達すると、装甲防御力で優っているとはいえ大型・大重量の戦車車体に構造の複雑な発射装置を搭載した対戦車車両を運用する利点が低下したためで、T-64やT-80に搭載される125 mm 滑腔砲より発射する9K112、9M119といったガンランチャー式の対戦車ミサイルに発展した一方で、IT-1の退役以後は“ロケット戦車”がソビエト／ロシア軍の戦闘兵器として用いられることはなかった。

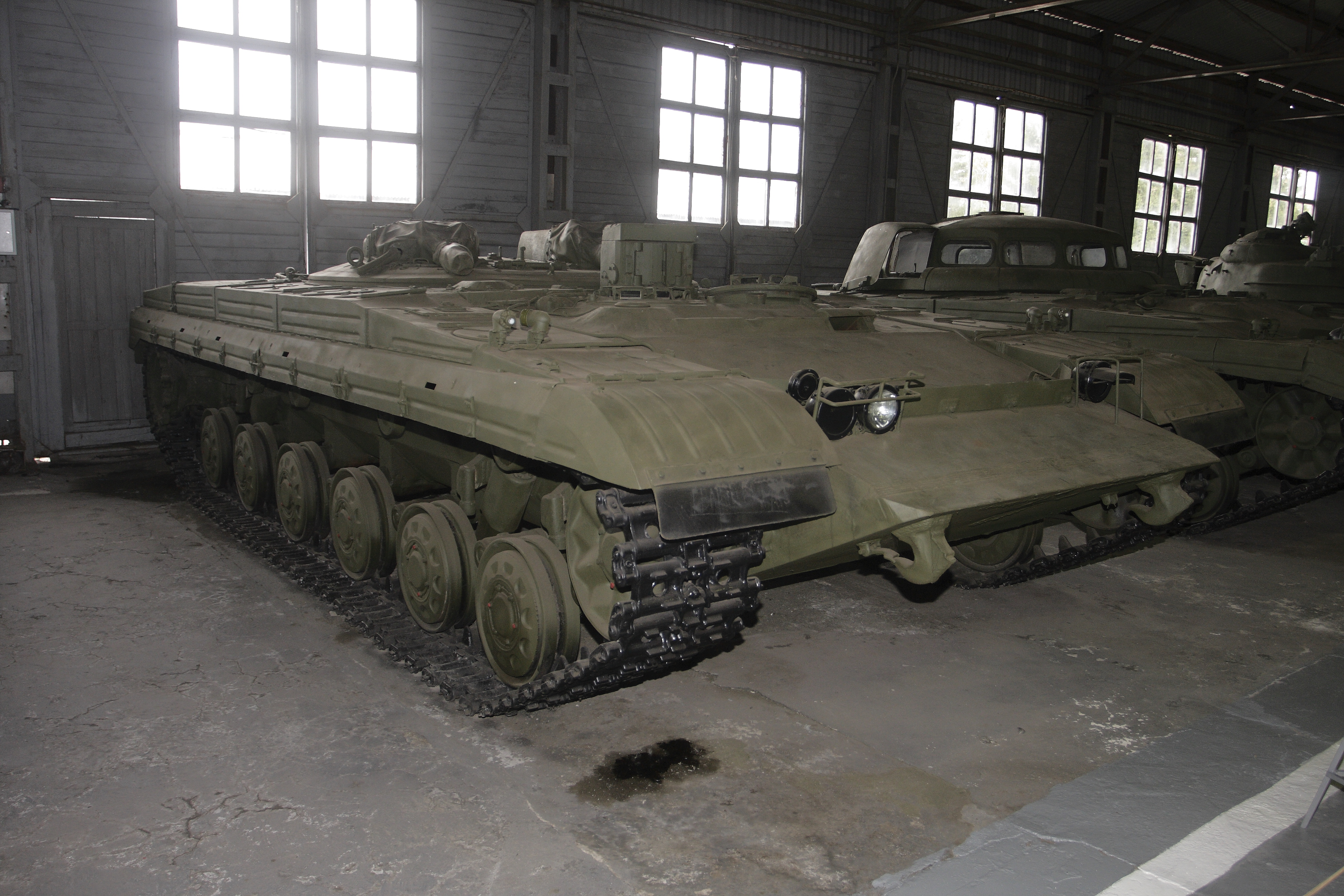
T-64戦車の車体を使用した“オブイェークト287”
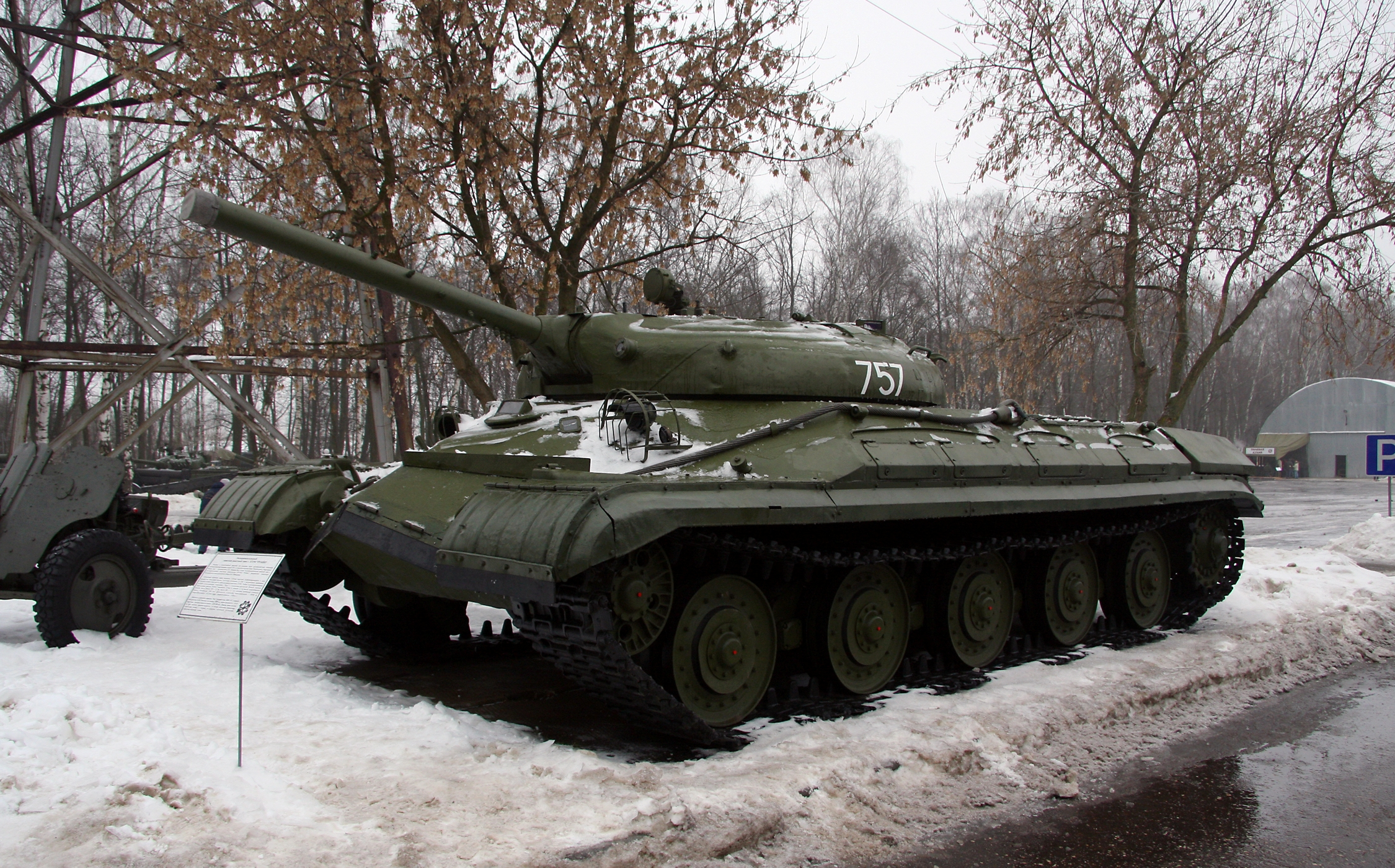
T-10重戦車の車体を改良したものに新設計の砲塔を搭載した“オブイェークト757”
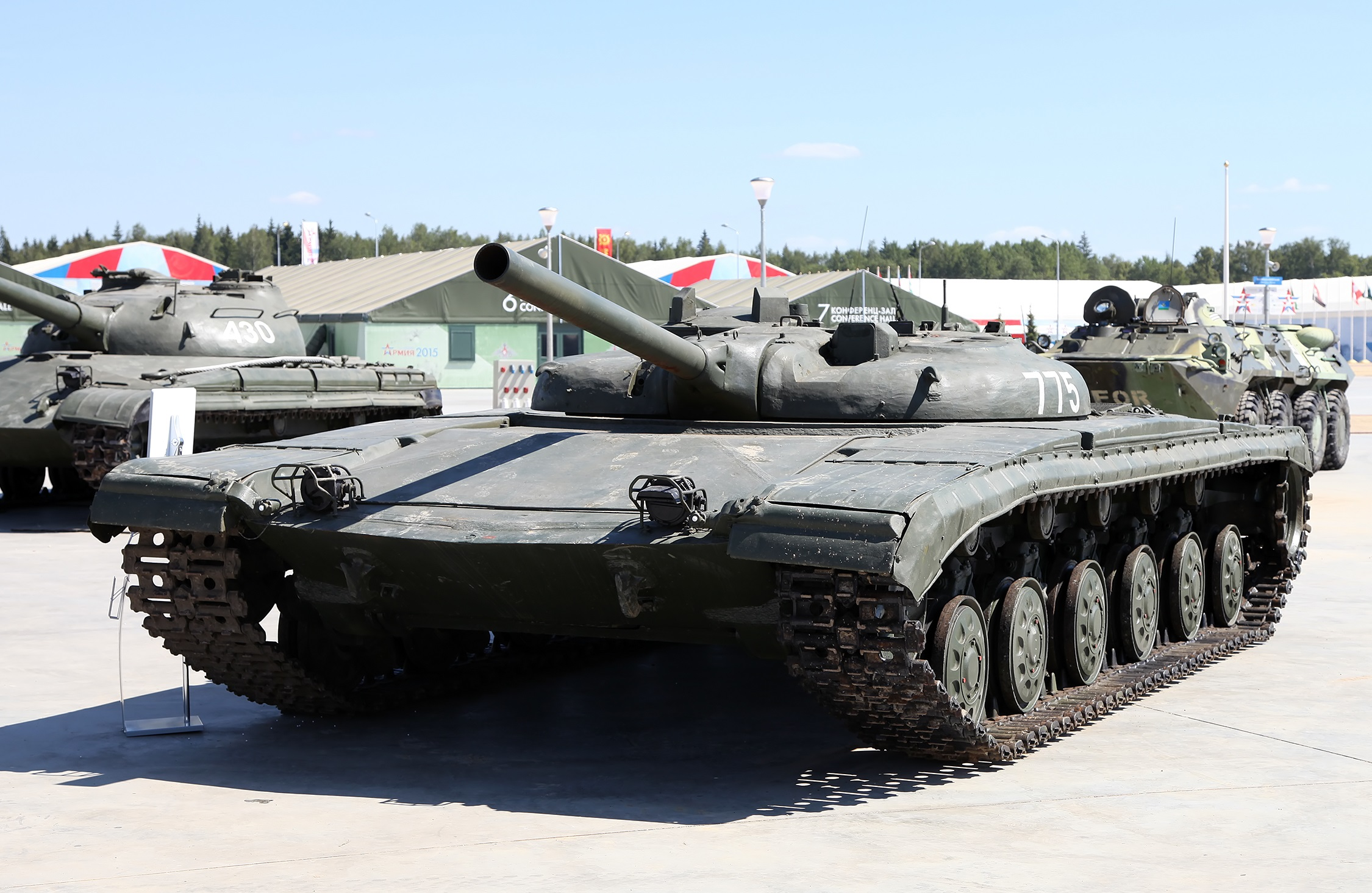
T-64の走行装置とエンジンを流用しつつ新設計の車体と砲塔を持つ“オブイェークト775”

## 登場作品
『WarThunder』
ランク5、ソ連駆逐戦車ツリーにて開発可能。